# Alexandra (keresztnév)
Az Alexandra női név az Alexander férfinév görög eredetijének (Alexandrosz) női párja, aminek a jelentése: a férfiakat vagy a férfiaktól megvédő.

## Rokon nevek
Alexa, Alexandrin, Alexandrina, Alexia, Alesszia, Aleszja, Szandra, Szendi

## Gyakorisága
Az újszülöttek körében az Alexandra egészen a 20. század végéig ritka név volt, majd az 1990-es években a legnépszerűbb női névvé vált. A 2000-es években a 12-27., a 2010-es években a 30-58. helyen áll a 100 leggyakrabban adott női név között, a népszerűsége csökken.
A teljes népességre vonatkozóan a 2000-es években az Alexandra a 38-40. helyen állt, a 2010-es években a 38-35 helyen áll a 100 leggyakrabban viselt női név között.

## Névnapok
március 18., március 20., május 18.

## Híres Alexandrák

### Magyarok
- Béres Alexandra fitneszvilágbajnok
- Huszák Alexandra jégkorongozó
- Kozmér Alexandra balett-táncosnő
- Nagy Alexandra színésznő
- Németh Alexandra színésznő
- Oszter Alexandra színésznő
- Pintácsi Alexandra énekesnő, ismertebb nevén Szandi
- Szarvas Alexandra válogatott labdarúgó
- Tóth I Alexandra válogatott labdarúgó
- Tóth II Alexandra válogatott labdarúgó

### Külföldiek
- Dániai Alexandra brit királyné
- Hesseni Alekszandra Fjodorovna orosz cárné, II. Miklós orosz cár felesége
- Alekszandra Georgijevna Romanova orosz nagyhercegné
- Alekszandra Joszifovna Romanova orosz nagyhercegné
- Alexandra Maria Lara német színésznő
- Alexandra Neldel német színésznő
- Alekszandra Nyikolajevna Romanova orosz nagyhercegnő
- Alexandra Paul amerikai színésznő
- Alekszandra Pavlovna Romanova magyar nádorné, József nádor első felesége
- Alekszandra Petrovna Romanova orosz nagyhercegné
- Alexandra Ripley amerikai írónő
- Alexandra Stevenson amerikai teniszezőnő